# جری مندر
جری مندر (انگلیسی: Jerry Mander؛ زادهٔ ۱ مهٔ ۱۹۳۶) جامعه‌شناس، روزنامه‌نگار، و نویسنده اهل ایالات متحده آمریکا است.